# Denys Norenkow
Denys Olehowytsch Norenkow (ukrainisch Денис Олегович Норенков; * 25. Juli 1996 in Odessa) ist ein ukrainischer Fußballspieler.

## Karriere
Norenkow begann seine Karriere bei Dynamo Kiew. Zur Saison 2015/16 wechselte er in seine Heimatstadt zu Tschornomorez Odessa. Nachdem er in eineinhalb Jahren nie für die erste Mannschaft gespielt hatte, wurde er im Februar 2017 an den Zweitligisten Helios Kiew verliehen. Für Helios kam er bis zum Ende der Saison 2016/17 siebenmal in der Perscha Liha zum Einsatz. Zur Saison 2017/18 kehrte er zu Tschornomorez zurück und debütierte anschließend im Juli 2017 gegen den FK Stal in der Premjer-Liha. Nach zwei Einsätzen in der höchsten Spielklasse wurde er im September 2017 ein zweites Mal verliehen, diesmal innerhalb der Stadt an den Zweitligisten Schemtschuschyna Odessa. Für Schemtschuschyna absolvierte er 21 Zweitligaspiele.
Zur Saison 2018/19 kehrte der Außenverteidiger erneut zu Tschornomorez zurück. In jener Spielzeit kam er zu 15 Einsätzen in der Premjer-Liha, aus der er mit dem Klub zu Saisonende allerdings abstieg. In der Saison 2019/20 kam er dann bis zur Winterpause zu 15 Zweitligaeinsätzen. Im Juni 2020 wechselte er innerhalb der Liga zu Wolyn Luzk, für das er bis Saisonende siebenmal spielte. Nach der Saison 2019/20 verließ er Luzk wieder. Nach kurzer Vereinslosigkeit schloss Norenkow sich im Oktober 2020 dem Ligakonkurrenten Kremin Krementschuk an. Für Kremin spielte er bis zur Winterpause der Saison 2020/21 siebenmal.
Im Januar 2021 wechselte er zum Drittligisten LNS Tscherkassy. Für LNS absolvierte er insgesamt 16 Partien in der Druha Liha. Nach dem russischen Überfall auf die Ukraine im Februar 2022 flüchtete Norenkow nach Österreich und wechselte dort im April 2022 zum fünftklassigen ATSV Sattledt. Da er außerhalb des Transferfensters gewechselt war und nicht die Zustimmung der Ligakonkurrenten Sattledts erhalten hatte, durfte er ausschließlich in der Reserveliga zum Einsatz kommen. In diese erzielte der Abwehrspieler für Sattledt in acht Partien 17 Tore. Zur Saison 2022/23 wechselte Norenkow zum Regionalligisten WSC Hertha Wels. Für Wels kam er bis zur Winterpause zu sieben Einsätzen in der Regionalliga, in der Winterpause kehrte er wieder nach Tscherkassy zurück.